# 紀藤正樹
紀藤 正樹（きとう まさき、1960年〈昭和35年〉11月21日 - ）は、日本の弁護士。第二東京弁護士会に所属している。山口県宇部市出身。2001年9月にリンク総合法律事務所を開設した。主に消費者問題と旧統一教会（世界平和統一家庭連合）による霊感商法などのカルト宗教問題を専門とする。

## 来歴・人物
実家は宇部の名家・紀藤家。生家の近所には林芳正の実家がある。第3代・6代の宇部市長をつとめた紀藤閑之介の子孫筋にあたり、紀藤閑之介の叔父で、宇部村長、宇部銀行初代頭取、宇部共同義会会長等を務めた紀藤織文の孫にあたるのが弁護士の紀藤正樹である。母親は茶道教授をしている。なお大手総合化学メーカーであるUBEの旧社名・宇部興産にあった「興産」には、「地域社会に有用な産業を次々に興す」という意味が込められており、当時宇部共同義会の長老であった紀藤閑之介の案を俵田明（林芳正の曽祖父）が採用したものである。
山口県立宇部高等学校を卒業。映画監督の庵野秀明は高校時代の同級生。1985年大阪大学法学部を卒業し、大阪大学大学院法学研究科博士前期課程修了を経て、1987年司法試験合格。1990年司法修習（42期）修了により弁護士登録し紀尾井町法律事務所に入所。その後、ダイヤルQ2を片っ端から試して、法的問題点を指摘し、翌年に第二東京弁護士会の消費者問題対策委員会委員となった。第二東京弁護士会では、業務妨害対策委員会と消費者問題対策委員会の委員長、紛議調停委員会と業務妨害対策委員会と総務委員会の副委員長、ダイヤルQ2部会部会長等を歴任。日弁連では、消費者問題対策委員会副委員長、犯罪被害回復制度等検討協議会副座長等を歴任している。Japan Skeptics運営委員。
全国霊感商法対策弁護士連絡会の事務局長代行、松本サリン事件被害者弁護団事務局長、安愚楽牧場の和牛オーナー制度の全国被害対策弁護団長、近未来通信被害対策弁護団団長、神世界事件被害対策弁護団長等を務め、多くの詐欺事件の被害対策弁護団を率いている。
一般の消費者被害、インターネットにまつわる消費者問題にも取り組み、悪徳商法についての著作を複数出している。旧統一教会を中心にカルト宗教、宗教関連の事件、マインドコントロール、消費者問題、ストーカー問題、ネット犯罪に詳しい。また統一教会が合同結婚式で注目を集めた際、積極的にワイドショーに出演し、被害の実情を訴えた。
2000年4月28日から29日、シアトルで行われた、「カルトに関する国際会議」で法の華やライフスペースの現状について報告した。
2001年2月14日にニフティが開設した旬の話題を提供するサイト、「キーマン・アット・ニフティ」に東海林桂などとともに、専門分野を持つ20人の1人として集まった。
2002年10月に刺殺された石井紘基衆議院議員の遺族代理人も務めている。
2022年7月8日に起こった安倍晋三銃撃事件の被疑者が旧統一協会の二世信者であり、母親の献金によって貧窮して育ったことから団体に恨みを持ち、団体の動画に写っていた安倍を狙ったと供述した。このことから、旧統一協会の霊感商法と「宗教2世」が持つ長年の問題であるとして、消費者庁の霊感商法検討会に委員として参加。記者会見やメディア出演でも、旧統一協会への多額の献金による家庭崩壊や2世信者に対する人権侵害について訴えた。政治家の選挙応援に向かう統一協会信者については、「育児や学業を放棄させられて行う活動はボランティアとは言わず検証されて然るべき」と発言している。

## 主張
日本でインターネットが普及し始めた初期からの利用者であり、その経験と弁護士としての経験から、1997年にサイバースペースの市民のための7つのルールと3つの前提を提案している。
現行法が認める著作権に関して批判的・否定的であり、「市民と資本家」という対立軸で著作権の地位関係を例えている。「著作権は、一種の知的財産権の囲み込み運動」であり、かつての労働者による資本家との闘争のように市民は戦うべきであるとしている。自身のブログにおいてもニュース記事を転載することがある。
統一教会による霊感商法は、「円天」よりも「豊田商事」よりも大きな、戦後最大の消費者被害であると述べている。統一教会の霊感商法による被害相談額は、1993年には約122億円にのぼったことを明かしている。
オウム真理教の青山吉伸について、「オウムの宗教内弁護士だったため、弁護士倫理によって宗教の暴走を止めることができなかった」と分析している。
1998年には、誰にでも電話番号収集の手段を提供するとして、発信者番号表示導入に反対していた。
1999年4月16日に閣議決定された不正アクセス禁止法案に対して、ハッカーと一般ユーザーが一律に処罰されるのはおかしく、不正目的の場合に限定すべきと述べた。
2003年5月14日、翌日に惑星が大接近して地球が滅びると主張していたパナウェーブ研究所の関係先に警察による一斉捜索が入ったことについて、評価に値すると語った。
2005年に、NHK受信料について、消費者契約法、契約自由の原則から、契約を義務づける放送法が憲法に違反しているのではないかと疑問を示している。
2006年2月に、海外で開設されたオンラインカジノの悪用に対して、京都府警察が日本全国で初めて賭博容疑で摘発した際、一日も早く規制しなければいけないと語った。
2007年にスピリチュアルブームを背景にした霊感商法による被害が急増したことについて、救済に宗教者の協力が欠かせないことや、メディアの影響により従来の宗教とは異なり、きれいなイメージを用意していることが、トラブル、事件がたびたび報道されていても、被害が拡大する原因ではないかと指摘した。
2008年9月1日に福田康夫内閣総理大臣が内閣改造後突如辞任した際、福田首相が最もこだわった、消費者行政を一元化する消費者庁が無事次年度に発足するか、不安視した。
2014年8月22日の中居正広のキンスマスペシャルに出演し、巧妙化する洗脳集団への対抗策、洗脳された被害者を助けるために必要な手段などを紹介した。
2015年にGoogle検索結果から逮捕歴の削除を求めた男性の裁判で、削除を命じる仮処分決定が出されたことに対して、表現の自由を狭めるため、慎重であるべき、仮処分決定で安易に命じるべきではないと語った。
2015年7月の「寺社連続油被害事件」の際に、東京スポーツの取材で、「カルトとそうでないものを区別するには、犯罪行為を行っているかどうかに尽きる。」とした。
また、カルトを「特定の教祖的人物を熱狂的に信じる集団」と定義している。
「破壊的カルト」を
1. 対社会妨害攻撃型
2. 資金獲得型
3. 親子の断絶や離婚などを引き起こす家族破壊型
4. 信者の安全を無視した無償労働や修行を強いるなどの構成員収奪型

に分類している。

## 経歴
- 1990年4月 司法修習（42期）修了・第二東京弁護士会に弁護士登録　紀尾井町法律事務所入所
- 1990年5月 第二東京弁護士会情報公開委員会・委員
- 1991年5月 第二東京弁護士会消費者問題対策委員会・委員　同ダイヤルQ2部会・部会長
- 1992年1月 日弁連消費者問題対策委員会・幹事
- 1994年5月 第二東京弁護士会消費者問題対策委員会・副委員長
- 1994年6月 日弁連消費者問題対策委員会・委員
- 1995年1月 日弁連代議員（任期1年）
- 1997年1月 第二東京弁護士会常議員（任期1年）
- 1997年7月 日弁連犯罪被害回復制度等検討協議会・副座長
- 1999年6月 日弁連「通信傍受法・組織犯罪対策法」に関する拡大理事会内対策本部・委員
- 1999年6月 日弁連消費者問題対策委員会・副委員長（「宗教と消費者」部会担当；任期2年）
- 2001年9月 リンク総合法律事務所開設
- 2003年6月 日弁連消費者問題対策委員会「宗教と消費者」部会解散　同「電子商取引」部会委員を専任
- 2005年1月 第二東京弁護士会常議員
- 2005年5月 第二東京弁護士会紛議調停委員会・副委員長（任期1年）
- 2005年6月 日弁連消費者問題対策委員会・副委員長（「電子商取引」部会担当；任期2年）
- 2006年5月 第二東京弁護士会総務委員会・副委員長（業務妨害対策部会担当；任期2年）
- 2006年6月 日弁連業務妨害対策委員会・委員
- 2008年4月 第二東京弁護士会業務妨害対策委員会・副委員長
- 2010年4月 第二東京弁護士会消費者問題対策委員会・委員長（任期2年）
- 2010年6月 日弁連消費者問題対策委員会・副委員長（「消費者行政」部会担当；任期2年）
- 2012年4月 第二東京弁護士会業務妨害対策委員会・委員長（任期1年）
- 2013年4月 第二東京弁護士会非弁取締委員会・委員長（任期1年）
- ※出典は本人公式サイト[53]

## 関連事件

### 「ホーム・オブ・ハート」の児童関連
栃木県那須町の「ホーム・オブ・ハート」の関係施設で「子どもが虐待されている」と通報し、1歳〜15歳の児童5人が栃木県の県北児童相談所に一時保護された。そして、同団体や関係者等を、児童福祉法違反、労働基準法違反として刑事告発した。同年6月3日、栃木県は「不適切な育児環境にあったものの、子供たちは強制だったとは話しておらず、虐待とは言えない」と判断し、「虐待ではない」と認定している。代理人の伊藤芳朗は、虐待の有無について、「“虐待があったと断じるには至らなかった”という県の発表は、すなわち虐待はなかったということだ」と述べている。
2005年には児童関連等の全ての刑事告発に対して、宇都宮地方検察庁から嫌疑なしの不起訴処分の決定が出ている。
紀藤とTOSHIの元ファンとされる女性は、この件に関し、ある民放番組内でTOSHIが、児童虐待を「元ファンの（女性）スタッフがストーカー行為や嫌がらせから作り上げたもの」と説明し、ホームページなどで「この女性や紀藤弁護士が疑惑を捏造したとの印象を与えた」として、告訴するとともに名誉棄損の損害賠償請求裁判を提訴した 。一方、TOSHIは、「報道されているような児童虐待の事実はない」と述べ、トシオフィスの公式ウェブサイトでは、疑いがまったくない「嫌疑なし」であったことを強調するとともに、マスコミの誤報道に関し、紀藤と元ファンの女性が「マスコミを悪用」し、「でっち上げ」た誤報である旨の掲載がされた。一時保護された子どもと親らが、ニュース報道と事実は大きく異なり、虚偽告発や報道であると主張し、虐待の通報をした紀藤や山口貴士らに対して名誉棄損等の損害賠償請求裁判の訴えを起こしていた。
民事裁判の争いでは、双方、和解している。また、自身の告発により保護された子どもたちから山口とともに懲戒請求がなされたが、第二東京弁護士会は両者を懲戒しないという決定をした。

#### 争いの終結
児童問題が終結した後も、別件の消費者問題にて、当事者の一人であるToshlらとは、代理人の一人として民事訴訟は続いていた。2010年4月23日、ホーム・オブ・ハートの元トシオフィスに所属していた被害者代表やToshlとともに会見を開いた。その際、Toshlが被害者に直接謝罪を行い、協力関係が構築されたことを報告した。またToshlは、「紀藤弁護士と相談しながら、いずれクリアな形で公の場で伝えていきたい。書籍という形でまとめて真実を明らかにしたい」と告白。その言葉通り、2014年にはToshlがホーム・オブ・ハートと自分の関わりの顛末を書いた回想録『洗脳～地獄の12年からの生還～』を出版し、紀藤も執筆にあたる資料の整理などで協力したほか、同書の跋文も寄稿している。

## 出演

### テレビ
- スーパーモーニング（テレビ朝日、2007年3月27日まで毎週火曜日に出演）
- ワイド!スクランブル（テレビ朝日）
- 好きか嫌いか言う時間（TBSテレビ）
- クローズアップ現代（NHK総合テレビ）
- ビートたけしのTVタックル（テレビ朝日）
- サンデー!スクランブル（テレビ朝日）
- ウェークアップ!ぷらす（日本テレビ）
- 中居正広のミになる図書館（テレビ朝日）
- 〜裏ネタワイド〜 DEEPナイト（テレビ東京）
- 週刊ニュース深読み （NHK総合テレビ）
- みのもんたのサタデーずばッと（TBSテレビ）
- ウンナンのラフな感じで。（TBSテレビ）
- そこまで言って委員会NP（読売テレビ）[65]

ほか200回以上のテレビ出演歴がある

### ラジオ
- ズバリ快答!テレフォン身の上相談（TBSラジオ、毎週金曜日に出演）
- Jam the WORLD（J-WAVE）
- 紀藤弁護士の暮らしの法律相談（制作局不明、ミニ番組）
- 生島ヒロシのおはよう一直線（TBSラジオ、不定期出演）[67]
- 辛坊治郎ズーム そこまで言うか! （ニッポン放送、不定期出演）

## 著書
- 紀藤正樹『21世紀の宗教法人法』朝日新聞社、1995年11月。ISBN 978-4022730688。
- 山口広、滝本太郎、紀藤正樹『Q&A 宗教トラブル110番―しのびよるカルト』民事法研究会、1999年4月。ISBN 978-4896280333。
- 山口広、平田広志、中村周而、紀藤正樹『カルト宗教のトラブル対策―日本と欧米の実情と取り組み』教育史料出版会、2000年5月。ISBN 978-4876523818。
- 『電脳犯罪対策虎之巻』（ベストセラーズ、1997年）
- 『悪徳商法・詐欺と騙しの罠』（日本文芸社、2000年）
- 『敷金を100%取り戻す本』監修（臼井秀利・賃貸派同盟 著、データハウス、2002年）
- 『失敗しないネットショッピング』（岩波書店、2002年）
- 『インターネット犯罪大全決定版』（サイゾー、2004年）
- 『マルチの女王スペシャル 闇のカラクリ商法編』（イラスト 川崎三枝子、日本文芸社、2004年）
- 『マルチの女王スペシャル 悪徳!マルチ四天王編』（イラスト川崎三枝子、日本文芸社、2005年）
- 『カルト宗教 性的虐待と児童虐待はなぜ起きるのか』（山口貴士 共著、アスコム、2007年）
- 『マインド・コントロール』（アスコム、2012年）
- 『大阪弁訳 あたらしい憲法のはなし』（データハウス、2017年）